# Полежаев, Сергей Александрович
Серге́й Алекса́ндрович Полежа́ев (19 октября 1924 — 19 января 2006) — советский и российский актёр театра и кино,  заслуженный артист Российской Федерации (1994).

## Биография
Сергей Полежаев родился 19 октября 1924 года.
Воевал во время Великой Отечественной войны, служил на военном флоте, был ранен.
Учился в студии при Александринском театре, а затем в Ленинградском театральном институте у народного артиста СССР Ю. Юрьева и народного артиста РСФСР Б. Жуковского.
После окончания работал в театре, с 1967 года — актёр студии «Ленфильм».
Был дважды женат, первая жена — Зинаида Шарко.
Похоронен на Волковском лютеранском кладбище (Санкт-Петербург).

## Признание и награды
- Заслуженный артист Российской Федерации (12.01.1994).

## Творчество

### Фильмография
1. 1959 — Жеребёнок — белый офицер
2. 1968 — Виринея — казачий атаман
3. 1968 — Ошибка Оноре де Бальзака — Николай I
4. 1969 — Адъютант его превосходительства — белый подпольщик
5. 1970 — И был вечер, и было утро… — полковник
6. 1970 — Хлеб и соль — Аркадий Валерьянович Стадницкий, помещик
7. 1971 — Тени исчезают в полдень — Филипп Меньшиков
8. 1971 — Даурия — белый офицер
9. 1972 — Петерс — Борис Савинков
10. 1972 — Горячие тропы — Махотин
11. 1972 — Такая длинная, длинная дорога… — Офицер
12. 1972 — Идущие за горизонт — начальник пароходства
13. 1972 — Меченый атом
14. 1973 — Земля Санникова — уездный предводитель
15. 1973 — Как закалялась сталь — Ян Литке
16. 1973 — Чёрный капитан — Станислав Турский, начальник белой контрразведки
17. 1973 — Капитан — бородатый капитан
18. 1973 — Кортик — отец Славы (3 серия)
19. 1973 — До последней минуты — знакомый Гайдая, участник Нюрнбергского процесса (нет в титрах)
20. 1974 — Рождённая революцией — начальник милиции
21. 1975 — Вариант «Омега» — комиссар госбезопасности
22. 1976 — Освобождение Праги — маршал Конев
23. 1976 — Мелодии белой ночи — преподаватель музыки
24. 1976 — Сохранить город / Ocalić miasto (ПНР, СССР) — маршал Конев
25. 1976 — Обычный месяц — Иван Кузьмич, начальник сборочного цеха
26. 1977 — Блокада. Фильм 3. Ленинградский метроном. Фильм 4. Операция «Искра» — Поскрёбышев
27. 1977 — Сохранить город — маршал И. Конев
28. 1978 — Алмазная тропа — профессор Павел Шестаков
29. 1978 — Комиссия по расследованию — Горчилин, представитель монтажной организации
30. 1978 — Сибириада — Чадрин
31. 1978 — Поворот — прокурор Игорь Никитин
32. 1978 — Шествие золотых зверей
33. 1979 — Аллегро с огнём — командующий
34. 1979 — Отец и сын — Звонарёв
35. 1980 — Белый снег России — немецкий генерал
36. 1981 — 20 декабря — октябрист
37. 1982 — Тайны святого Юра — митрополит Андрей (Шептицкий)
38. 1982 — Казнить не представляется возможным — генерал В. Сухомлинов
39. 1984 — Канкан в английском парке — гость на приёме
40. 1984 — Лев Толстой — великий князь Николай Михайлович
41. 1986 — Нас водила молодость… — полковник Максимович, начальник белой контрразведки
42. 1987 — Серебряные струны — Николай Иванович
43. 1984 — Жизнь Клима Самгина
44. 1988 — Автопортрет неизвестного — профессор
45. 1988 — Дама с попугаем
46. 1991 — Действуй, Маня! — секретарь Ивана Акимовича
47. 1992 — Искупительная жертва — Трупп
48. 1993 — Роман императора — Николай I
49. 1993 — Конь белый — Фирс
50. 1994 — Воровка
51. 2004 — Только ты… или богатая Лиза
52. 2004 — Конвой PQ-17 — старый подводник